# Gamochaeta pensylvanica
Gamochaeta pensylvanica là một loài thực vật có hoa trong họ Cúc. Loài này được (Willd.) Cabrera mô tả khoa học đầu tiên năm 1961.